# AC Ligure
AC Ligure (wł. Associazione del Calcio Ligure) – włoski klub piłkarski, mający siedzibę w Bolzaneto, dzielnicy miasta Genua na północy kraju, działający w latach 1914–1919.

## Historia
Chronologia nazw:
- 1914: Associazione del Calcio Ligure – po fuzji klubów Liguria Foot Ball Club, Itala Rivarolo, Enotria Bolzaneto
- 1919: klub rozwiązano

Klub sportowy A.C. Ligure został założony w miejscowości Bolzaneto w 1914 roku (w 1926 miejscowość została dzielnicą Genui) w wyniku fuzji klubów Liguria Foot Ball Club, Itala Rivarolo, Enotria Bolzaneto. W sezonie 1914/15 zespół debiutował w Prima Categoria Ligure, zajmując ostatnie szóste miejsce. Ale potem z powodu I wojny światowej zaprzestał występy.
W 1919 roku po zakończeniu I wojny światowej klub AC Sampierdarenese przejmuje byłych graczy, aczkolwiek nie praw, z rozwiązanego AC Ligure.

## Barwy klubowe, strój
|  |  |

Klub ma barwy biało-czerwone. Zawodnicy domowe spotkania zazwyczaj grali w białych koszulkach z poziomym czerwonym paskiem na piersi, białych spodenkach oraz białych getrach.

## Sukcesy

### Trofea międzynarodowe
Nie uczestniczył w rozgrywkach europejskich (stan na 31-12-2020).

### Trofea krajowe
| \| \| Zdobyte trofea w rozgrywkach Włoch (stan na: 31-05-2020) \| |                                                          |      |          |
| Rozgrywki                                                         | Osiągnięcie                                              | Razy | Sezon(y) |
| · Mistrzostwo                                                     | I miejsce                                                | 0    |          |
| · Mistrzostwo                                                     | II miejsce                                               | 0    |          |
| · Mistrzostwo                                                     | III miejsce                                              | 0    |          |
| · Mistrzostwo                                                     | 6.miejsce                                                | 1    | 1914/15  |
| · Puchar                                                          | zdobywca                                                 | 0    |          |
| · Puchar                                                          | finalista                                                | 0    |          |
| II liga                                                           | I miejsce                                                | 0    |          |
| II liga                                                           | II miejsce                                               | 0    |          |
| II liga                                                           | III miejsce                                              | 0    |          |
| Włochy                                                            | Zdobyte trofea w rozgrywkach Włoch (stan na: 31-05-2020) |      |          |

## Poszczególne sezony

### Rozgrywki międzynarodowe

#### Europejskie puchary
Nie uczestniczył w rozgrywkach europejskich.

### Rozgrywki krajowe
| \| Włochy \| Bilans występów klubu w rozgrywkach piłkarskich Włoch (Stan na 31 sierpnia 2020 r.) \| \| |                                                                                     |        |       |   |   |   |    |    |     |         |        |        |      |
| Poziom                                                                                                 | Rozgrywki                                                                           | Sezony | Mecze | Z | R | P | B+ | B– | Pkt | Lata    | Awanse | Spadki | Naj. |
| I | Prima Categoria Ligure                                                              | 1      |       |   |   |   |    |    |     | 1914/15 | 0      | 0      | 6    |
| II | Serie B                                                                             | 0      |       |   |   |   |    |    |     |         | 0      | 0      |      |
| III | Serie C                                                                             | 0      |       |   |   |   |    |    |     |         | 0      | 0      |      |
| IV | Serie D                                                                             | 0      |       |   |   |   |    |    |     |         | 0      | 0      |      |
| V | Prima Categoria Liguria                                                             | 0      |       |   |   |   |    |    |     |         | 0      | 0      |      |
| | Puchar Włoch                                                                        | 0      |       |   |   |   |    |    |     |         | 0      | 0      |      |
| Włochy                                                                                                 | Bilans występów klubu w rozgrywkach piłkarskich Włoch (Stan na 31 sierpnia 2020 r.) |        |       |   |   |   |    |    |     |         |        |        |      |

## Struktura klubu

### Stadion
Klub rozgrywał swoje mecze domowe na stadionie Campo dell'ACL w Bolzaneto.

### Derby
- SG Andrea Doria
- Genoa CFC